# Conover-Kammratte
Die Conover-Kammratte (Ctenomys conoveri) ist eine Art der Kammratten. Die Art wurde 1946 von Wilfred Hudson Osgood aus Paraguay wissenschaftlich erstbeschrieben. Die Art kommt im Süden Boliviens sowie im Norden von Paraguay vor, über die Lebensweise der Tiere liegen nur wenige Informationen vor.

## Merkmale
Die Conover-Kammratte ist die größte Art der Gattung. Sie erreicht eine Kopf-Rumpf-Länge von bis zu etwa 59 Zentimetern und eine Schwanzlänge von bis zu 12 Zentimetern bei einem Gewicht von bis zu 1,2 Kilogramm. Die Hinterfußlänge beträgt mit Klaue etwa 60 Millimeter, die Ohrlänge beträgt bis zu 15 Millimeter. Die Männchen sind dabei größer als die Weibchen. Das Fell der Tiere ist lang und relativ rau. Es ist gleichmäßig zimtbraun bis rotbraun mit leichten Einfärbungen von gräulichen und weißen Haaren auf der Rückenseite. Die Bauchseite ist blass sandbraun. Der Schwanz ist stark behaart, er ist auf der Oberseite rotbraun mit einer weißen Mittellinie bis zur Schwanzspitze sowie auf der Unterseite blassbraun.
Der Schädel ist kräftig und kantig gebaut. Der Jochbogen hat einen ausgeprägten Kamm auf den hohen und breiten Dorsalfortsatz. Bei vielen ausgewachsenen Tieren ist das Fronto-Parietal-Fenster nicht geschlossen.
Der Karyotyp besteht aus einem Chromosomensatz von 2n=48 Chromosomen (FN=64) in Bolivien und 2n=50 Chromosomen (FN=64) in Paraguay. Die Spermien sind leicht asymmetrisch gebaut.

## Verbreitung
Die Conover-Kammratte lebt im südlichen Bolivien in den Departamentos Santa Cruz, Chuquisaca und Tarija sowie im nördlichen Paraguay im Departamento Boquerón.

## Lebensweise
Die Lebensräume der Conover-Kammratte sind geprägt vom nördlichen Gran Chaco in einem trockenen und xerophytischen Strauchgebiet in Höhenlagen von etwa 2000 Metern. Sie lebt wie alle anderen Kammratten am Boden und im Boden grabend. Es handelt sich um eine pflanzenfressende Art, die unterirdische Knollen und Wurzeln nutzt. Kolonien gibt es in Gebieten mit lockeren, nicht oft überfluteten Böden. Sie ist sowohl in ungestörten Lebensräumen als auch in durch Viehzucht gestörten Gebieten zu finden.

## Systematik
Die Conover-Kammratte wird als eigenständige Art in die Gattung der Kammratten (Ctenomys) eingeordnet. Diese besteht aus etwa 70 Arten. Die wissenschaftliche Erstbeschreibung der Art stammt von dem amerikanischen Zoologen Wilfred Hudson Osgood aus dem Jahr 1946, der sie anhand eines Individuums aus dem paraguayischen Chaco nahe der Stadt Filadelfia beschrieb. Osgood benannte die Art nach dem amerikanischen Hobby-Ornithologen Henry Boardman Conover, der unter anderem in Paraguay aktiv war.
Die Art wurde innerhalb der Gattung teilweise in eine eigene Untergattung Chacomys eingeordnet. Aufgrund molekularbiologischer Merkmale wird sie allerdings aktuell als Schwesterart der Rötlichen Kammratte (Ctenomys frater) und der Lewis-Kammratte (Ctenomys lewisi) betrachtet und der frater-Gruppe innerhalb der Gattung zugeordnet. Innerhalb der Art werden neben der Nominatform keine weiteren Unterarten unterschieden.

## Status, Bedrohung und Schutz
Die Conover-Kammratte wird von der International Union for Conservation of Nature and Natural Resources (IUCN) als nicht gefährdet gelistet. Sie kommt in ihrem begrenzten Verbreitungsgebiet vergleichsweise regelmäßig vor. Die Population ist wahrscheinlich leicht fallend und vergleichsweise anpassungsfähig an Veränderung des Lebensraums. Es gibt derzeit keine bekannten bestandsgefährdende Bedrohungen für diese Art. Sie kommt auch im Nationalpark Parque Nacional Kaa-Iya del Gran Chaco in Bolivien vor.

## Belege
1. 1 2 3 4 5 6 7 8 9  Chacoan Tuco-tuco. In: T.R.O. Freitas: Family Ctenomyidae In: Don E. Wilson, T.E. Lacher, Jr., Russell A. Mittermeier (Herausgeber): Handbook of the Mammals of the World: Lagomorphs and Rodents 1. (HMW, Band 6) Lynx Edicions, Barcelona 2016, S. 515. ISBN 978-84-941892-3-4.
2. 1 2 3 4  Ctenomys steinbachi in der Roten Liste gefährdeter Arten der IUCN 2018. Eingestellt von: N. Roach, L. Naylor, 2016. Abgerufen am 25. Mai 2019.
3. ↑  „Conover“ In: Bo Beolens, Michael Grayson, Michael Watkins: The Eponym Dictionary of Mammals. Johns Hopkins University Press, 2009; S. 83; ISBN 978-0-8018-9304-9.
4. ↑  Andrés Parada, Guillermo D’Elía, Claudio J. Bidau, Enrique P. Lessa: Species groups and the evolutionary diversification of tuco-tucos, genus Ctenomys (Rodentia: Ctenomyidae). Journal of Mammalogy 92 (3), 9. Juni 2011; S. 671–682. doi:10.1644/10-MAMM-A-121.1